# CDC5L
O ciclo de divisão celular 5 como proteína é uma proteína que, em seres humanos é codificada pelo gene CDC5L.